# Макаров Олег Григорович
Макаров Олег Григорович (1933—2003) — льотчик-космонавт СРСР, Група цивільних спеціалістів № 5, набір 1966 року. Здійснив 4 польоти в космос загальною тривалістю 20 діб 17 годин 43 хвилини 39 секунд.

## Біографія

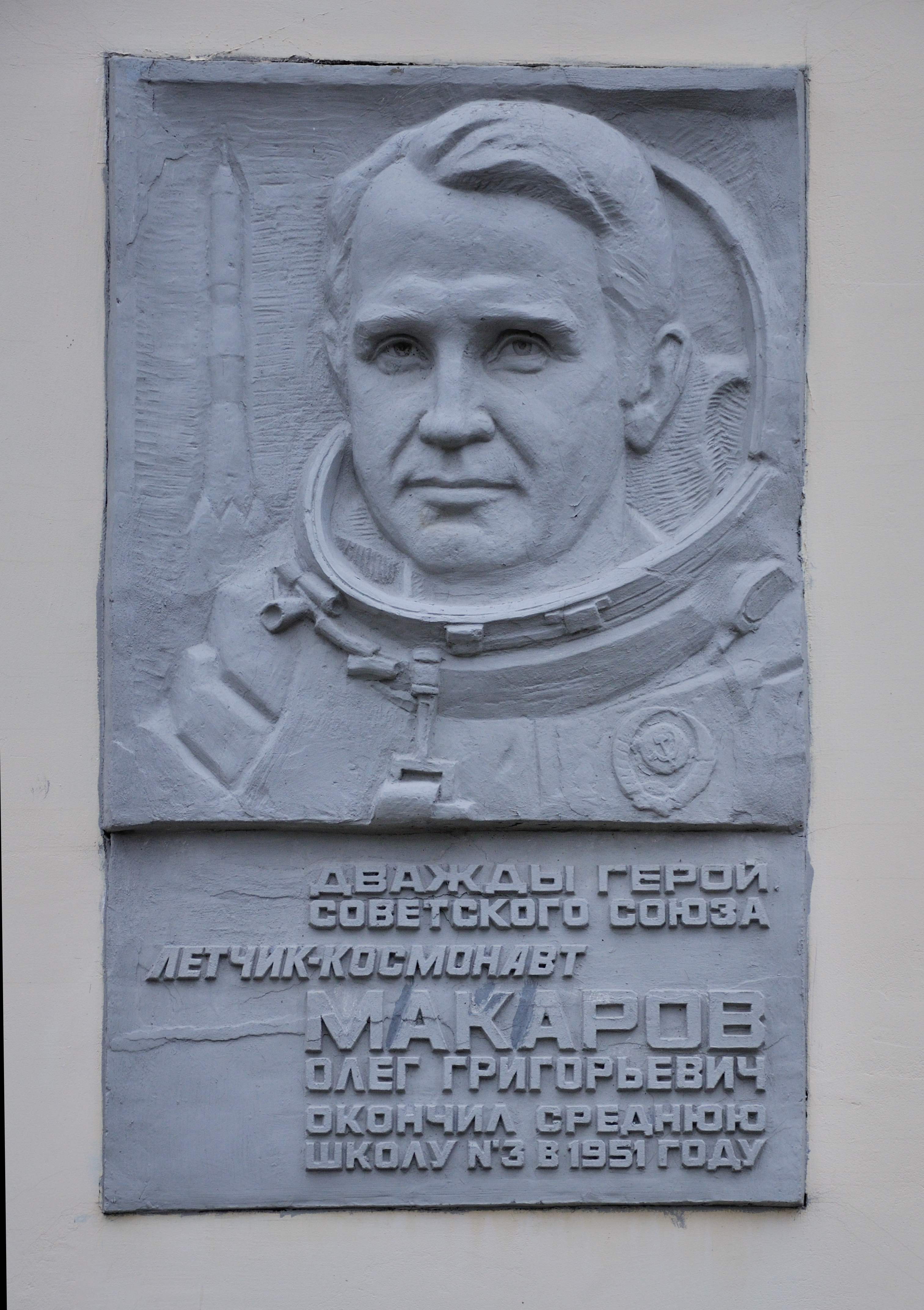
Меморіальна дошка на честь льотчика-космонавта О. Г. Макарова, м. Рівне, вул. Маяковського, 13.jpg

Народився 6 січня 1933 року в селі Удомля Удомельського району Калінінської (нині — Тверської) області РРФСР (нині — Росія) в сім'ї військовослужбовця.

1951 році став випускником середньої школи № 3 м. Рівне (Україна), про що свідчить меморіальна дошка на фасаді школи.

1951 року вступив, а 1957 року закінчив Московське вище технічне училище імені М. Е. Баумана (нині — Московський державний технічний університет імені Баумана). За розподілом направлений на роботу в ОКБ-1 (КБ Корольова). Брав участь в розробці пілотованих космічних кораблів.
1966 року зарахований до загону радянських космонавтів.
Пройшов повний курс загальнокосмічної підготовки і підготовки до польотів на кораблях типу «Союз». Готувався в складі одного з екіпажів до польоту на Місяць. Після закриття радянської місячної програми продовжив підготовку до польотів на кораблях типу «Союз».
- Перший політ в космос: з 27 по 29 вересня 1973 року бортінженером космічного корабля Союз-12 разом з Василем Григоровичем Лазарєвим. Тривалість польоту: 1 доба 23 години 15 хвилин 32 секунди.

Згодом продовжив підготовку до нових польотів на борту космічних кораблів типу «Союз» і орбітальних станціях типу «Салют» (ДОС).
11 січня 1975 року при старті космічного корабля Союз-17 входив до складу дублерного екіпажу разом з Василем Григоровичем Лазарєвим.
- Другий політ в космос: 5 квітня 1975 року разом з Василем Григоровичем Лазарєвим бортінженером космічного корабля Союз-18а. На ділянці виведення стався збій в роботі третього ступеня ракети-носія і політ перервався. Спусковий апарат з космонавтами відокремився від ракети-носія і здійснив суборбітальний політ в космос. Посадка відбулась у важкодоступних районах Алтаю. Тривалість польоту: 21 хвилина 27 секунд.

- Третій політ в космос почав 10 січня 1978 року разом з Володимиром Олександровичем Джанібековим бортінженером космічного корабля Союз-27. Впродовж чотирьох діб працював на борту орбітального комплексу Салют-6 — Союз-26 (екіпаж Юрій Вікторович Романенко і Георгій Михайлович Гречко) — Союз-27. Вперше у світі на борту орбітальної станції одночасно працювали екіпажі двох космічних кораблів. Повернувся на Землю 16 січня 1978 року на борту космічного корабля Союз-26. Політ тривав 5 діб 22 години 58 хвилин 58 секунд.

Проходив підготовку до польотів на космічних кораблях типу «Союз Т».
Входив до складу дублерного екіпажу космічного корабля Союз Т-2 (разом з Леонідом Денисовичем Кизимом) при старті 5 червня 1980 року.
- Четвертий політ в космос: з 27 листопада по 10 грудня 1980 року разом з Леонідом Денисовичем Кизимом і Стрекаловим Г. М. бортінженером космічного корабля Союз Т-3. Під час польоту здійснено ремонтні роботи на борту орбітальної станції Салют-6. Тривалість польоту: 12 діб 19 годин 7 хвилин 42 секунди.

Перебував в загоні космонавтів до 1987 року, продовжуючи роботу в НВО «Енергія» (нині — РКК «Енергія»).
Був головою Міжнародної асоціації учасників космічних польотів (АУКП).
Кандидат технічних наук (1980).
Помер 28 травня 2003 року від серцевого приступу (інфаркт). Похований в Москві на Останкінському цвинтарі.

## Нагороди
Двічі Герой Радянського Союзу (Укази Президії Верховної Ради СРСР від 2 жовтня 1973 року і 16 березня 1978 року).
4 ордени Леніна, медалі.
Ефіопський орден «Голубий Ніл».
Почесний громадянин міст Якутськ (Росія), Рівне (Україна), Джезказган (Казахстан).